# Степанович, Прокопий Григорьевич
Проко́пий Григо́рьевич Степано́вич (22 июня 1905, Слоним — 31 августа 1976, Ленинград) — советский военный лётчик, полковник (01.03.1942), командир авиационных дивизии в период Великой Отечественной войны.

## Биография
До службы в армии работал грузчиком на государственных складах ВСНХ в Москве, с 1924 г. — слесарем на механическом заводе в г. Златоуст.

### Военная служба

#### Межвоенный период
9 марта 1926 г. добровольно поступил курсантом в Военно-теоретическую школу ВВС РККА в Ленинграде. После прохождения теоретического курса в марте 1927 года переведен в 1-ю военную школу летчиков им. А. Ф. Мясникова для обучения практическим полетам. В августе 1928 года окончил школу летчиков и был назначен в 44-ю авиаэскадрилью ВВС Северо-Кавказского военного округа, где проходил службу младшим и старшим летчиком, командиром звена. В июне 1931 года переведен в Белорусский военный округ, где командовал звеном и отрядом в 17-й авиаэскадрилье. В 1932 году вступил в ВКП(б). В мае 1935 года направлен на Дальний Восток, где по прибытии был допущен к временному исполнению должности командира 31-й авиаэскадрильи ВВС Приморской группы войск ОКДВА в городе Спасск. С февраля 1936 по февраль 1937 гг. капитан П. Г. Степанович проходил подготовку в Липецкой высшей летно-тактической школе ВВС РККА, по окончании которой 15 февраля 1937 года направлен командиром 31-й авиаэскадрильи ВВС ОКДВА. Постановлением ЦИК СССР от 25 мая 1936 г. за образцовую выучку подразделения истребителей этой эскадрильи он был награждён орденом Ленина. С декабря 1937 г. исполнял должность командира 69-й истребительной авиабригады ВВС ОКДВА, с июня 1938 года — помощника командира 53-й авиабригады ВВС 1-й Отдельной Краснознаменной армии. 25 августа 1938 года уволен из РККА по ст. 43, п. "а ", а 5 сентября того же года арестован органами НКВД и до 5 июня 1939 г. находился под следствием. Трибуналом 1-й Отдельной Краснознаменной армии оправдан, а решением комиссии при Военном совете армии от 11 июня 1939 г. восстановлен в кадрах РККА. 17 сентября 1939 г. майор П. Г. Степанович назначается инспектором по технике пилотирования 17-й истребительной авиабригады ВВС Калининского военного округа в городе Великие Луки, с апреля 1940 года — инспектором по технике пилотирования Управления ВВС округа. С 26 июля переведен на ту же должность в Управление ВВС Прибалтийского военного округа. В марте 1941 года подполковник П. Г. Степанович назначен командиром 71-й истребительной авиадивизии ВВС Закавказского военного округа.

#### Великая Отечественная война
С началом войны в июле 1941 г. принял командование 65-й истребительной авиационной дивизии ВВС Южного фронта. В конце сентября она обращена на формирование 5-й резервной авиагруппы, а подполковник П. Г. Степанович назначен в ней заместителем командира. До прибытия полковника Д. П. Галунова временно исполнял должность командира авиагруппы. Лично руководил её полками в боях по уничтожению 1-й немецкой танковой группы на Новомосковском направлении. В начале 1942 г. авиагруппа принимала участие в Барвенково-Лозовской наступательной операции, действуя с аэродромов Старобельск и Ворошиловград. По её расформировании в мае полковник П. Г. Степанович назначается командиром 229-й истребительной авиадивизии. В июле дивизия в составе 4-й Воздушной армии Закавказского фронта принимала участие в Воронежско-Ворошиловградской оборонительной операции и в начавшейся битве за Кавказ.
С августа 1942 и до февраля 1943 года дивизия находилась на формировании и укомплектовании 4-й воздушной армии, затем в составе Северо-Кавказского фронта участвовала с ней в Северо-Кавказской и Краснодарской наступательных операциях. Осенью того же года дивизия успешно действовала в Новороссийско-Таманской наступательной операции, в ходе которой поддерживала войска Северо-Кавказского фронта в боях при освобождении городов Новороссийск, Анапа и Темрюк.
С января 1944 г. П. Г. Степанович находился на учёбе на курсах усовершенствования командиров и начальников штабов авиадивизий при Военной академии командного и штурманского состава ВВС Красной армии. В июне он окончил их и в июле был назначен командиром 10-й учебно-тренировочной авиабригады 2-й воздушной армии. С сентября 1944 г. и до конца войны занимал должность начальника отдела ВВС Союзной контрольной комиссии в Болгарии.

#### Послевоенное время
После войны полковник Степанович продолжал служить в той же должности до сентября 1947 года, затем был советником командующего ВВС Болгарской народной армии. В сентябре 1948 года назначен начальником отдела боевой подготовки 2-го учебно-тренировочного центра по переучиванию летно-технического состава на реактивных самолётах-истребителях 13-й воздушной армии Ленинградского военного округа. С ноября 1949 года был начальником отдела боевой подготовки штаба 76-й, а с декабря 1952 года — 37-й воздушных армий. 
7 августа 1953 г. уволен в запас. Умер 31 августа 1976 года в Ленинграде.

### Семья
Жена — Анна Ивановна Степанович (в девичестве Охотина);
- дети — Татьяна, Анна;
  - внуки Наталия, Дмитрий.

## Награды
- Два ордена Ленина (25.05.1936[3], 17.05.1951[5])
- Два ордена Красного Знамени (23.11.1942[3], 06.05.1946[5])
- Орден Кутузова II степени (25.10.1943)[4]
- Орден Отечественной войны I степени (30.7.1945)[4]
- Орден Красной Звезды (03.11.1944)[5][4]
- Медали